# 贝内文托主教座堂
贝内文托圣母都主教座堂（Cattedrale metropolitana di Santa Maria de Episcopio）是天主教贝内文托总教区的主教座堂，位于意大利南部的贝内文托。该教堂始建于8世纪末，在二战期间遭盟军爆炸而严重受损，并于20世纪60年代重建。

## 历史

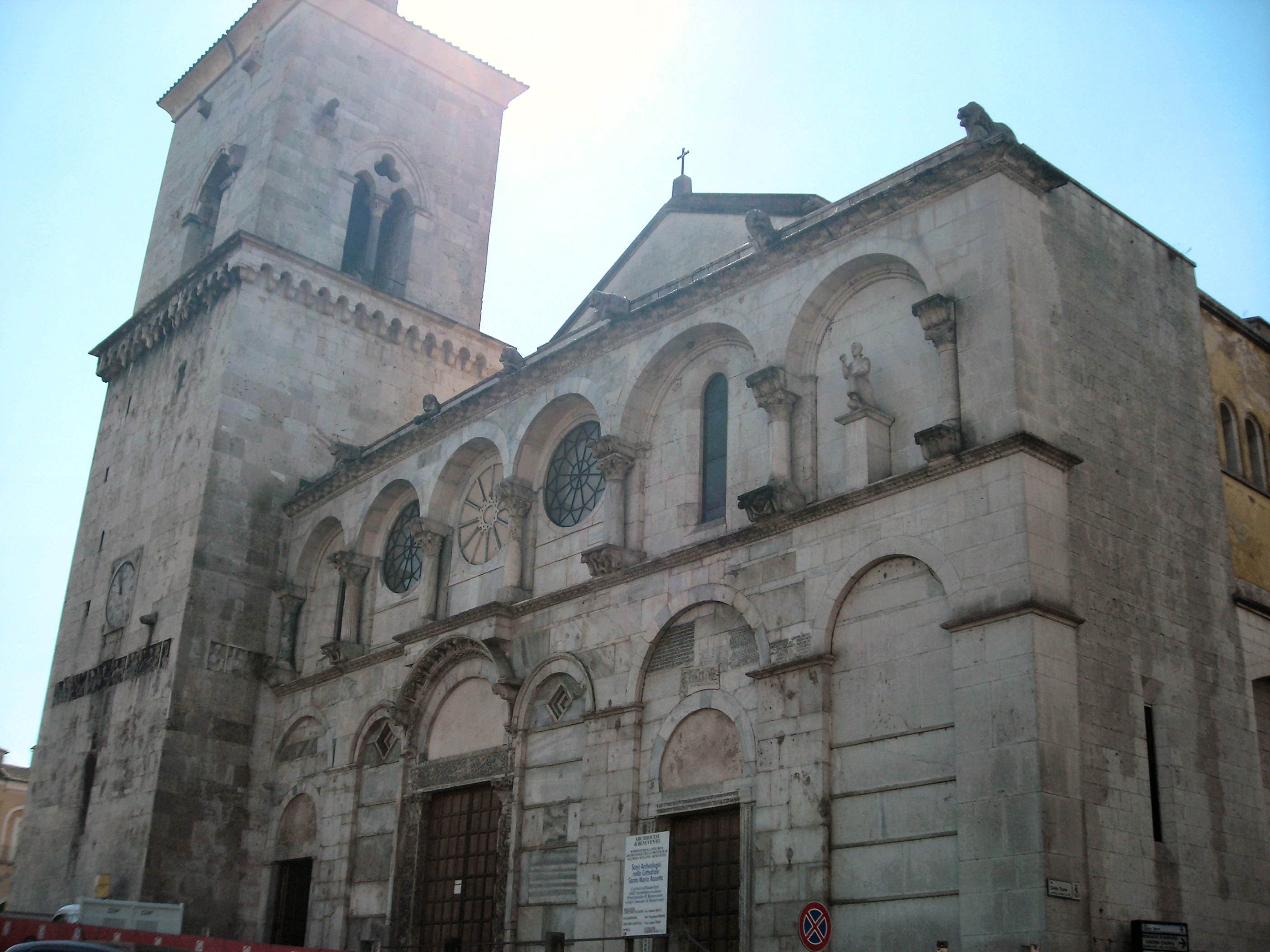
罗曼式立面

该堂建在贝内文托的第一个基督教堂的遗址上。在10世纪，贝内文托成为主教驻地，教堂扩建，但是立面和钟楼建于13世纪。1456年11月，该堂因地震受损。修复得到了教宗庇护二世的帮助，在1473年11月4日祝圣。
1943年二战期间，该堂被盟军基本摧毁。教堂重建于20世纪50年代和60年代，由保罗·罗西德保利设计。

## 建筑
这是一座现代教堂，但保持了罗曼式立面和钟楼，以及以及八世纪的地穴。除此以外均属20世纪60年代完成的现代建筑。
立面可追溯至13世纪末期，完全是用白色大理石建成。坚固的方形钟楼建于1279年2月11日。
内部为现代风格，但仍有一些历史特征：包括14世纪的壁画圣巴尔多禄茂像，一些18世纪的艺术品，它们躲过了1943年的破坏。